# Laleu (Orne)
Laleu és un municipi francès situat al departament de l'Orne i a la regió de Normandia. L'any 2007 tenia 375 habitants.

## Demografia

### Població
El 2007 la població de fet de Laleu era de 375 persones. Hi havia 152 famílies de les quals 48 eren unipersonals (24 homes vivint sols i 24 dones vivint soles), 60 parelles sense fills i 44 parelles amb fills.
La població ha evolucionat segons el següent gràfic:
Habitants censats

### Habitatges
El 2007 hi havia 219 habitatges, 158 eren l'habitatge principal de la família, 47 eren segones residències i 14 estaven desocupats. 213 eren cases i 4 eren apartaments. Dels 158 habitatges principals, 113 estaven ocupats pels seus propietaris, 41 estaven llogats i ocupats pels llogaters i 4 estaven cedits a títol gratuït; 2 tenien una cambra, 6 en tenien dues, 34 en tenien tres, 47 en tenien quatre i 69 en tenien cinc o més. 125 habitatges disposaven pel capbaix d'una plaça de pàrquing. A 69 habitatges hi havia un automòbil i a 71 n'hi havia dos o més.

### Piràmide de població
La piràmide de població per edats i sexe el 2009 era:
| Homes | Edats   | Dones |
| ----- | ------- | ----- |
| 0     | 95 o +  | 0     |
| 0     | 90 a 94 | 0     |
| 8     | 85 a 89 | 8     |
| 0     | 80 a 84 | 0     |
| 8     | 75 a 79 | 12    |
| 8     | 70 a 74 | 16    |
| 24    | 65 a 69 | 20    |
| 16    | 60 a 64 | 16    |
| 8     | 55 a 59 | 8     |
| 12    | 50 a 54 | 0     |
| 8     | 45 a 49 | 12    |
| 8     | 40 a 44 | 16    |
| 12    | 35 a 39 | 12    |
| 4     | 30 a 34 | 12    |
| 0     | 25 a 29 | 0     |
| 16    | 20 a 24 | 0     |
| 12    | 15 a 19 | 16    |
| 16    | 10 a 14 | 8     |
| 12    | 5 a 9   | 4     |
| 4     | 0 a 4   | 4     |

## Economia
El 2007 la població en edat de treballar era de 230 persones, 159 eren actives i 71 eren inactives. De les 159 persones actives 131 estaven ocupades (71 homes i 60 dones) i 28 estaven aturades (12 homes i 16 dones). De les 71 persones inactives 30 estaven jubilades, 16 estaven estudiant i 25 estaven classificades com a «altres inactius».

### Ingressos
El 2009 a Laleu hi havia 152 unitats fiscals que integraven 365 persones, la mediana anual d'ingressos fiscals per persona era de 15.625 €.

### Activitats econòmiques
Dels 5 establiments que hi havia el 2007, 2 eren d'empreses de construcció, 1 d'una empresa d'hostatgeria i restauració, 1 d'una empresa de serveis i 1 d'una empresa classificada com a «altres activitats de serveis».
L'únic servei als particulars que hi havia el 2009 era una empresa de construcció.
L'any 2000 a Laleu hi havia 23 explotacions agrícoles que ocupaven un total de 845 hectàrees.

## Poblacions més properes
El següent diagrama mostra les poblacions més properes.